# Dream Warrior (videogioco)
Dream Warrior è un videogioco sparatutto a scorrimento fantascientifico pubblicato nel 1988 per Amstrad CPC, Commodore 64, MS-DOS e ZX Spectrum dalla U.S. Gold in Europa e dalla Keypunch Software in America. Si controlla un combattente a piedi dentro edifici futuristici e sopra un gigantesco serpente, ambientazioni che dovrebbero rappresentare i sogni di persone da salvare.

## Trama
In un futuro dove il mondo è controllato da corporazioni, le confraternite che le comandano, dette Focus, hanno la capacità collettiva di evocare demoni oscuri nelle menti delle persone che sognano. I Focus usano i demoni per eliminare gli avversari nel sonno facendoli impazzire. Mentre i Focus lottano tra loro per il potere, ci sono gruppi di resistenza che combattono questa oppressione. Quattro scienziati astrali detti Asmen (al singolare Asman) hanno inventato in segreto un'arma per combattere i demoni nei sogni. Tre Asmen però sono stati scoperti e ora sono sotto la tortura del peggiore dei demoni, il mostro a sei occhi Ocular. Il protagonista del gioco è il quarto Asman che si introduce nei sogni dei colleghi per combattere i demoni. Nei sogni, due Asmen sono intrappolati in due edifici della corporazione e il terzo sopra Wyrm, un planetoide-serpente a due teste. Il protagonista, combattendo i demoni minori, deve liberare le immagini psichiche dei tre colleghi e infine affrontare Ocular.

## Modalità di gioco
Il giocatore controlla l'Asman con tuta e fucile futuristico in ambienti a scorrimento orizzontale. Ci sono tre scenari collegati, corrispondenti ai sogni dei tre scienziati da salvare, due simili tra loro all'interno di edifici tecnologici (si inizia in uno di questi) e uno sul dorso del serpente Wyrm nello spazio.
Tutti gli scenari sono continuamente attraversati da nemici comuni degli stessi quattro tipi, simili a piccoli robot, che volano. Se si scontrano con il protagonista lo danneggiano, distruggendosi anche loro. L'energia vitale dell'Asman è rappresentata dalla profondità del sonno, indicata da una barra in basso a sinistra; quando termina, il personaggio si sveglia ed è game over.
Un sistema di trasporto permette di passare da un sogno/scenario all'altro, se si ha raccolto a sufficienza la relativa energia, indicata da una barra in basso a destra. Per far questo bisogna andare in un apposito punto di trasferimento e selezionare il volto dello scienziato nel cui sogno si vuole andare.
Nei due edifici la visuale è 2,5D e il personaggio può camminare e sparare in tutte le otto direzioni. Il pavimento può avere strettoie e alcune barriere energetiche non oltrepassabili, che possono essere aperte temporaneamente passando sopra due interruttori per ciascuna barriera. Ogni tanto demoni più grossi, con l'aspetto di vari mostri che non volano, si materializzano temporaneamente e sparano. Può apparire brevemente anche il sognatore, che bisogna evitare di colpire, pena la sconfitta immediata.
Sulle pareti di sfondo si trovano alcune casseforti che fanno da distributori di ricariche complete del sonno. Gli edifici hanno due piani e sulle pareti si possono trovare gli ascensori. Per poter usare sia le casseforti, sia gli ascensori, servono differenti carte di accesso monouso, e se ne può avere solo una alla volta.
Su Wyrm l'azione è invece bidimensionale, camminando sopra il dorso del serpente che ha piccole salite e discese, ma è lineare. Qui l'Asman può andare e sparare solo a destra e sinistra, ma può accucciarsi per schivare. Per uscire è necessario raggiungere la zona delle due teste di Wyrm, dove si ottiene una navicella e si può volare in tutte le direzioni (lo scorrimento diventa un po' anche verticale), continuando a incontrare nemici e a sparare in orizzontale. Volando si può raggiungere il punto di trasferimento agli altri scenari.
I nemici comuni distrutti, sparandogli o urtandoli, lasciano cadere dei globi del proprio colore. L'Asman li può raccogliere, affrettandosi prima che spariscano, ottenendo diversi effetti a seconda del colore:
- azzurri: compongono gradualmente in basso un'immagine del volto dello scienziato che sta sognando nello scenario corrente. L'obiettivo del gioco è completare tutti e tre i volti.
- verdi: accumulano l'energia necessaria per poter cambiare scenario.
- rossi: negli edifici danno l'accesso alle casseforti; su Wyrm danno direttamente piccole ricariche del sonno.
- grigi: negli edifici danno l'accesso agli ascensori; su Wyrm danno direttamente piccole ricariche del sonno.

Una volta composti i volti dei tre scienziati si può accedere allo scontro con il boss finale, che avviene pilotando la navicella, cercando di colpire ripetutamente e distruggere tutti i suoi sei occhi.

## Accoglienza
Dream Warrior fu accolto in modo tendenzialmente negativo dalla critica europea, ricevendo medie dei voti complessivi pari a circa 50% su tutte le piattaforme.
Ad esempio secondo la rivista Zzap! (voti 50% Commodore 64 e 43% ZX Spectrum) il gioco era noioso, ripetitivo e troppo semplice da completare; nella versione ZX Spectrum è anche peggio dal punto di vista grafico a causa di scelte discutibili dei colori. Videogame & Computer World giudicò la versione DOS (giocabilità 6/10, grafica e audio 5+/10) ritenendo mediocre l'estetica, limitata alla primitiva grafica CGA, e l'azione di tipo arcade semplice (specie rispetto alla trama intricata), ma tutto sommato divertente.